# Folkets Avis (1897)
Folkets Avis, grundlagt 1897, var et dansk dagblad der blev udgivet 6 gange om ugen frem til 1928.
Redaktionen bestod af journalist Emil Rex, journalist Th. Adamsen samt administrator Emanuel Rex og journalisterne Marius Wulff, V. Samuelsen, Martin Bjerg, Bertel Bing.
Avisen eksisterede fra 1941-1946 og var fra 1897 til 1913 ejet og udgivet af redaktør Emil Rex og fra 1913 til 1924 af Familie-A/S med en kapital på 50.000 kroner. Familie-A/S var bestyret af enkefru Rex samt sønnerne Knud Rex (trykker) og Emanuel Rex.

## Historie
Efter Emil Rex i 1897 blev fyret fra Aftenbladet oprettede han Folkets Avis og appellerede kraftigt til Aftenbladets læsere om ikke at svigte ham. Rex angreb politikeren K.P. Korsgaard og kaldte ham kapitalist og lovede derpå, at overskuddet fra Folkets Avis delvist skulle gå til velgørenhed. Avisen kom godt fra start som et meget jævnt, sensationsorienteret populærblad, men Folkets Avis blev hæmmet af ressourceknaphed, idet Emil Rex' arvinger ikke afså den nødvendige kapital til en avisindsats, som var nødvendig for at fastholde avisens konkurrenceevne på middagsbladsmarkedet. I 1924 var avisens samlede gæld på 110.000 kroner, og et erstatningskrav på 20.000 kroner for krænkelse af presseetikken, gav avisen dødsstødet. 